# Enbuskabacken
Enbuskabacken är ett gravfält från vendeltiden och vikingatiden (ca 550 - 1050 e.Kr.) beläget i Örebro kommun, nära Östra Mark och Örebro universitet. Vid en utgrävning är 1890 fann man brandgravar innehållande den döde med vapen och ryttarutrustning. Man hittade också urnor av lergods, sköldbucklor, spjutspetsar, knivblad, spikar, m.m. Föremålen finns idag på Historiska museet i Stockholm.
Området innehåller 160 gravar och är ett av Närkes största forntida gravfält. Högar och stensättningar markerar gravarna.

## Bilder

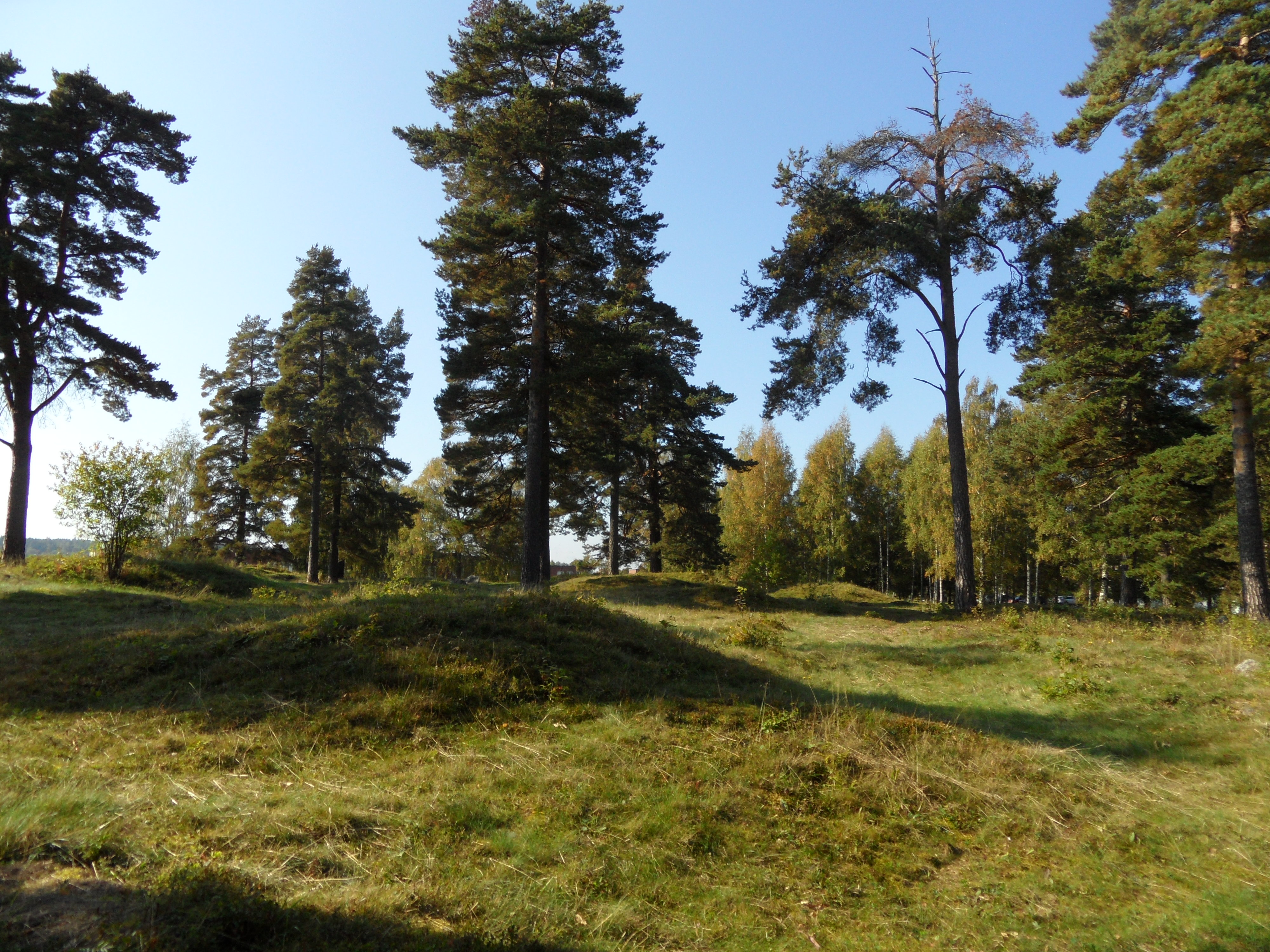
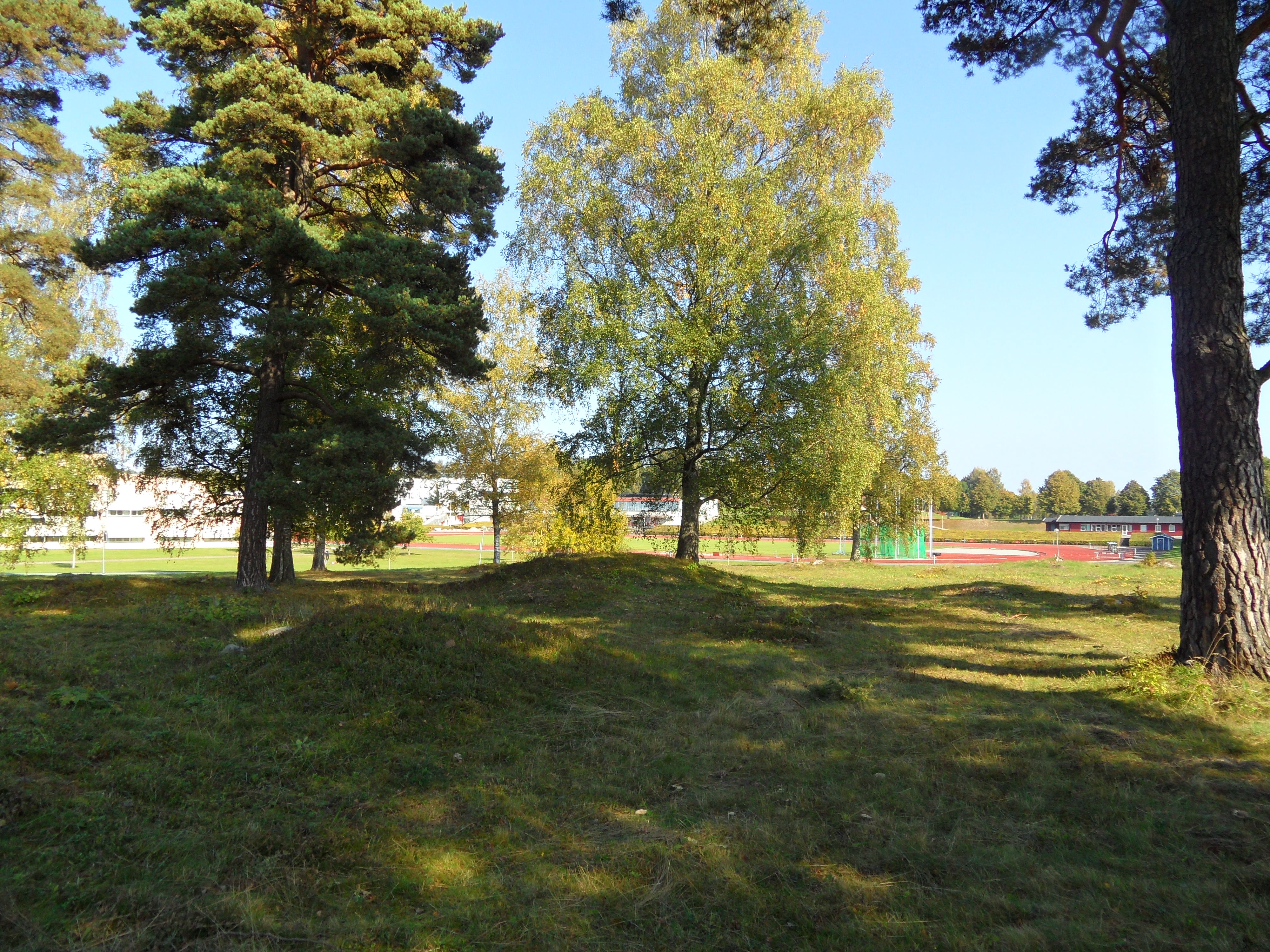
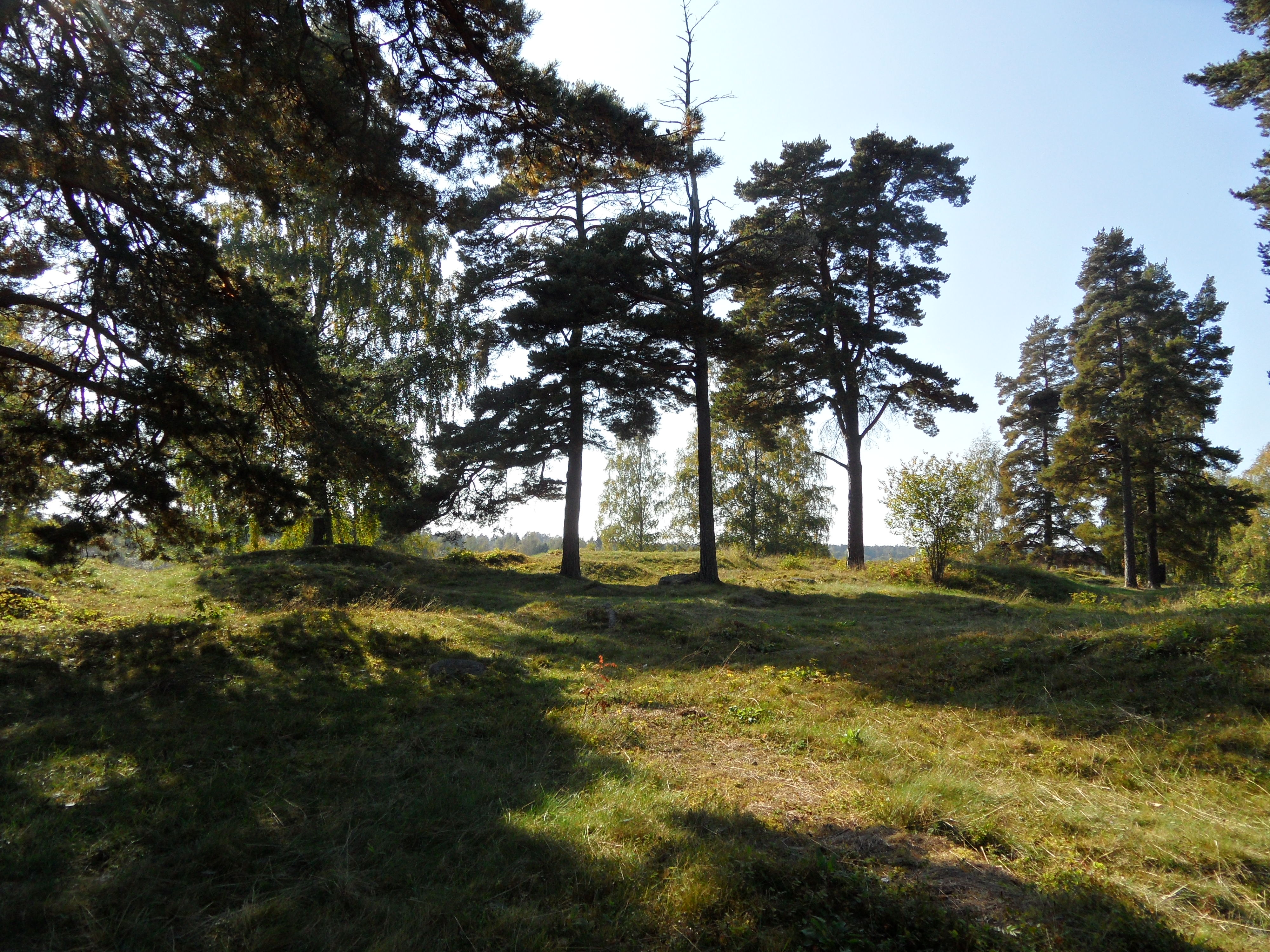
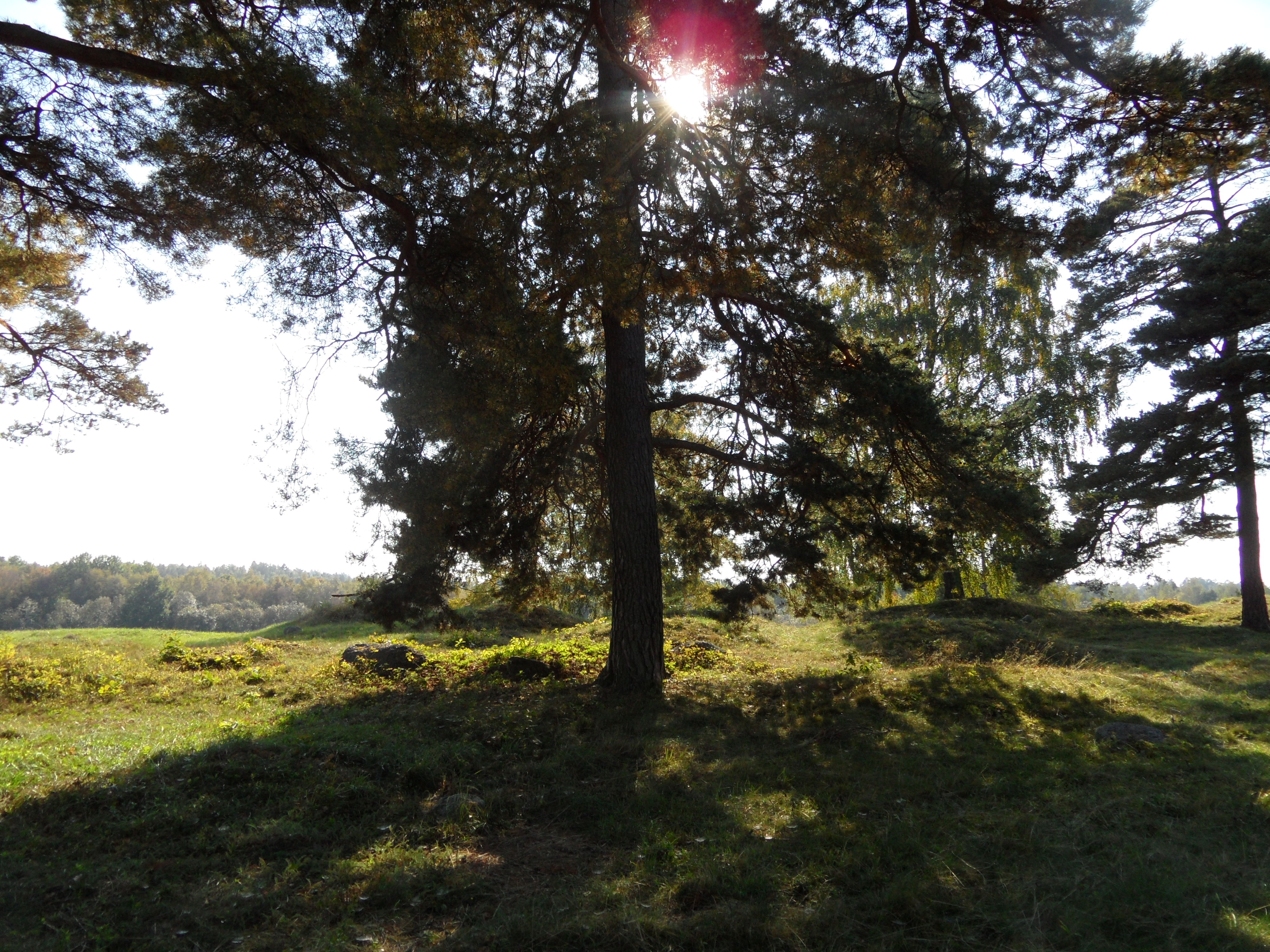
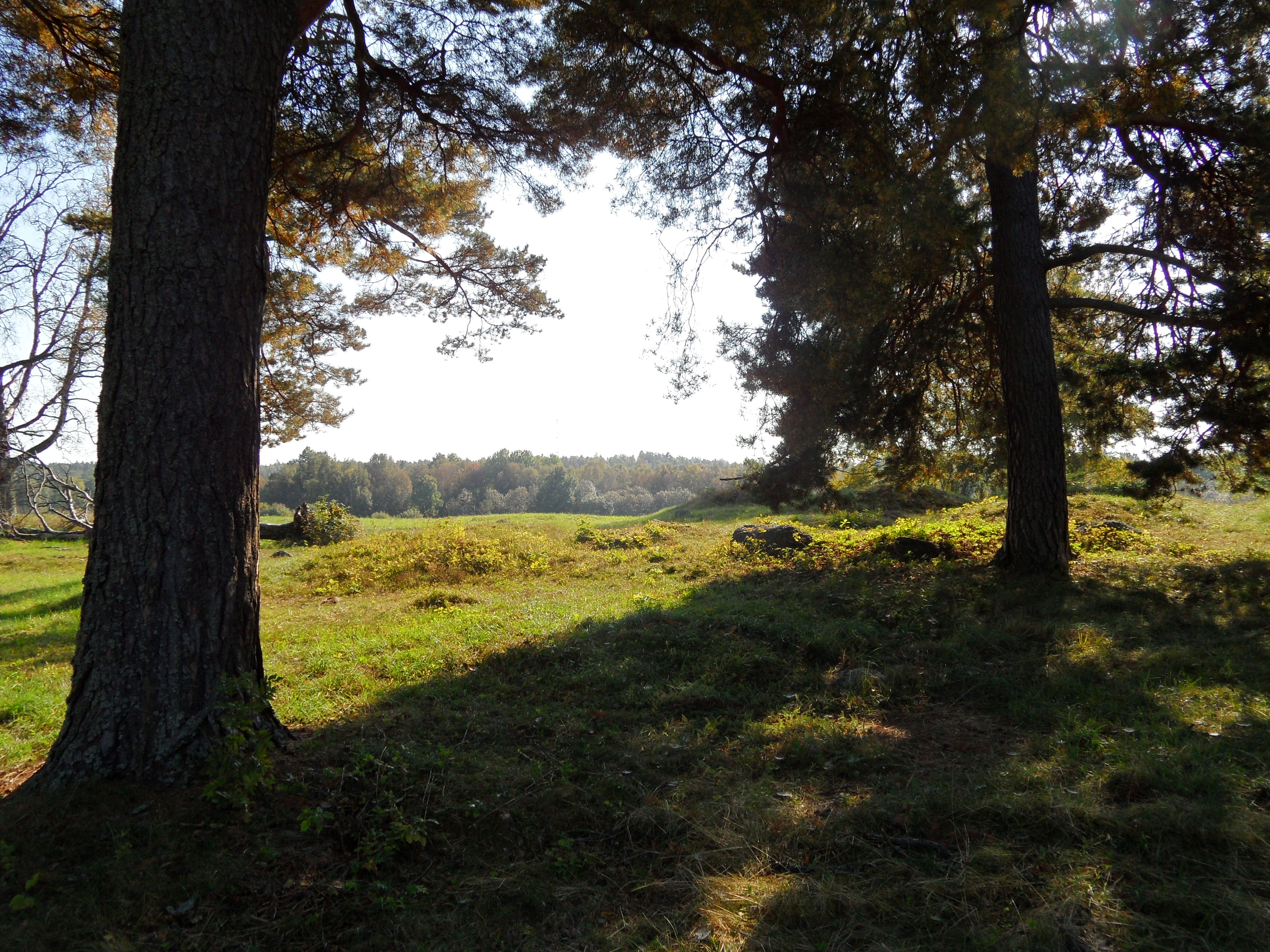

### Webbkällor
- Länsstyrelsen i Örebro län